# Paulányi Magda
Paulányi Magda férjezett nevén: Vidos Imréné, Varga Pálné (Budapest, 1945. január 19. – 2024. január 14.) Európa-bajnoki ezüstérmes magyar gerelyhajító.

## Sportpályafutása
1960-ban kezdett atletizálni a rákosfalvai BRESC színeiben. Kezdetben elsősorban súlylökő volt, majd 1964-ben Söjtör József tanácsára lett gerelyhajító. 1965-től a Budapesti Honvéd versenyzője lett. Ebben az évben májusban Gyulán (49,02 m), majd júniusban Lipcsében (49,27 m) is megközelítette az 50 métert, amit 1966 májusában el is ért (50,08 m). Ezzel teljesítette az Európa-bajnokság nevezési szintjét. Júliusban 50,64 méterre javította egyéni csúcsát. Az Európa-bajnokságon nem került be a csapatba, mert Antal Márta, Németh Angéla és Radnai Ágnes mögött csak a negyedik volt a ranglistán. A következő két évben nem tudott 50 méter fölé kerülni.
1969 áprilisában 49,88 méterrel nyitotta a szezont, majd 51,46 méterrel egyéni csúcsot ért el, amit a következő héten 53,98 méterre javított. Ezzel teljesítette az Eb nevezési szintjét is. A hónap végén Jénában már 55,34 méterre hajította a szert. Ezzel az akkori magyar örök ranglistán feljött a harmadik helyre. Az augusztusi magyar bajnokságon tovább javult, és 56,44 méteres eredménnyel a dobogó második fokára állhatott fel. Ezzel az eredménnyel az Európai ranglistán az ötödik helyre jött fel. Szeptemberben az Európa-bajnokságon egyetlen érvényes kísérlettel 48,06 m-rel utolsóként jutott a nyolc közé, ahol elsőre 58,80 métert hajított, ami az ezüstéremhez volt elegendő. Eredménye az akkori örök világranglistán a 11. volt.
Az év magyar sportolója szavazáson a harmadik helyen végzett. A következő évben már áprilisban 56,08 métert teljesített. Májusban új egyéni csúcsot, 59,18 métert ért el. A szezon két legfontosabb versenyén a csapat Európa-kupán és az universiadén is elmaradt a várakozástól (53,44 m; 50, 60 m), de utóbbi így is ezüstérmet ért. 1971-ben a tavaszi spliti felkészülésen 55 méter körül dobott. Egy deréksérülés után az első félévben nem tudott kiemelkedő eredményt elérni. Júliusban 57,30 métert hajított, de az Európa-bajnoki csapatból a rosszabb átlageredménye miatt kimaradt. 1972-ben május közepén 57,94 métert, majd június elején 57,56 métert teljesített. Ezt követően 59,90 méterrel, majd 60,06 méterrel egyéni csúcsot ért el. Az olimpián nem tudta hozni a korábbi formáját és 52,36 méterrel tizenegyedik lett. Az ötkarikás játékok után két héttel közel 59 métert dobott egy versenyen.
1973-ban egy könyöksérülés miatt csak június végén indult először versenyen. Az augusztusi universiádén nyolcadik volt. 1974 márciusában gyermeke született, a versenyzést szeptemberben kezdte újra. A következő évben derékproblémákkal küzdött, ezért nem tudott 56 m fölé jutni. 1977 februárjában megszületett második gyermeke, majd nyáron megműtötték. 1977 végén állt újra edzésbe. 1978 végén Achilles-ínszakadást szenvedett. 1980-ban a Volán SC versenyzője lett. 1981 végén bejelentette a visszavonulását. Sportolói pályafutása után a Budapesti Atlétikai Szövetségben tevékenykedett, valamint a Bp. Volán elnökhelyettese, majd elnöke volt. Később az Open Sport Club elnöke volt.

## Legjobb eredményei évenként
Gerelyhajítás
- 1961: 31,70 m[34]
- 1962: 36,44 m[35]
- 1963: 39,70 m[36]
- 1964: 45,42 m (magyar ranglista: 8.)[37]
- 1965: 49,27 m (4.)[38]
- 1966: 50,64 m (4.)[39]
- 1967: 49,34 m (8.)[40]
- 1968: 49,76 m (5.)[41]
- 1969: 58,80 m (2., világranglista: 5.)[42][43]
- 1970: 59,18 m (1., 6.)[44]
- 1971: 57,30 m (2., 16.)[45][46]
- 1972: 60,06 m (1., 12.)[47][48]
- 1973: 50,68 m[49]
- 1974: 51,48 m (5.)[50]
- 1975: 56,56 m (1.)[51]
- 1976: 57,28 m (1., 30.)[52][53]
- 1977: −
- 1978: 56,80 m (4.)[54]
- 1979: 54,36 m (8.)[55]
- 1980: 54,66 m (8.)[56]
- 1981: 50,58 m (12.)[57]

Súlylökés
- 1960: 09,76 m[58]
- 1961: 10,37 m
- 1962: 11,78 m
- 1963: 12,15 m
- 1964: 13,97 m (5.)
- 1965: 13,12 m (7.)
- 1966: 13,18 m (12.)
- 1967: 13,48 m (9.)
- 1968: 13,17 m (15.)
- 1969: 13,12 m (12.)
- 1970: 13,80 m (9.)
- 1971: 12,16 m (30.)
- 1972: 14,58 m (6.)
- 1973: 13,13 m (18.)
- 1974: –
- 1975: 12,53 m (28.)
- 1976: –
- 1977: −
- 1978: 12,60 m (25.)
- 1979: 12,10 m (37.)
- 1980: 12,62 m (27.)
- 1981: 12,10 m (41.)

## Helyezései
Gerelyhajítás
- Olimpiai játékok
  - Tizenegyedik (1972)
- Európa-bajnokság
  - második (1969)
- Universiade
  - második (1970)
- Magyar bajnokság
  - bajnok (1970, 1972)
  - második (1965, 1969, 1975
  - harmadik (1976)
- Magyar csapatbajnokság
  - bajnok (1966, 1970, 1971)
  - második (1965, 1967, 1972, 1975)
  - harmadik (1968)

Súlylökés
- Magyar csapatbajnokság
  - bajnok (1968, 1969, 1970, 1972, 1973)
  - második (1965, 1966, 1967)

magasugrás
- Magyar csapatbajnokság
  - bajnok (1966)
  - második (1968)

Diszkoszvetés
- Magyar csapatbajnokság
  - harmadik (1970)

Ötpróba
- Magyar csapatbajnokság
  - bajnok (1968)